# Heloísa Liberalli
Heloísa Liberalli Bellotto (Río de Janeiro, 23 de febrero de 1935-São Paulo,1 de marzo de 2023) fue una archivera, historiadora e investigadora brasileña, referente en el campo de la archivística y la diplomática.

## Trayectoria
Se licenció en 1959 en Historia en la Universidad de São Paulo (USP) y, en 1956, en Biblioteconomía en la Escuela de Sociología y Política de São Paulo. En 1976, se doctoró con su tesis titulada El gobierno de Morgado de Mateus. Los albores de la restauración de la Capitanía de São Paulo (1765-1775). En 1986, sentó las bases de la especialización de Archivística en el Instituto de Estudios Brasileños (IEB) de la Universidad de São Paulo y, en 1991, fundó el grado de Archivística en la Universidad de Brasilia.
Licenciada en la especialidad de Archivística por la Escuela de Documentalistas de Madrid, en España, se especializó también en los Archivos Nacionales de Francia en 1979 y, posteriormente, en 1987, en los Archivos Nacionales y Administración de Documentos de Estados Unidos. Fue profesora en la Universidad de São Paulo y también enseñó Historia en la Universidad Estadual Paulista (campus de Assis), en los cursos de Archivística de la Universidad de Brasilia y de la Universidad Federal del Estado de Río de Janeiro (UNIRIO), así como en la Universidad Internacional de Andalucía, en Huelva.
Además de su faceta como docente, Liberalli prestó servicios de consultoría a los Sistemas de Archivo del Estado de São Paulo (SAESP), de la Universidad de São Paulo (SAUSP) y en el Proyecto de Rescate de Documentación Histórica del Ministerio de Cultura brasileño, junto con los archivos de Portugal.
Estuvo casada con el historiador Manoel Lello Bellotto y fueron padres del músico y escritor brasileño Tony Bellotto y, por tanto, suegra de la actriz Malu Mader.

## Reconocimientos
En 2020, fue incluida dentro del proyecto “Mujeres Investigadoras en los Archivos Estatales (1900-1970)” para la descripción archivística y creación de un micrositio específico en el Portal de Archivos Españoles (PARES), desarrollado entre 2020-2023. Este proyecto ha sido impulsado por la Subdirección General de Archivos Estatales, con el objetivo visibilizar la labor de investigación realizada en España por las mujeres en el intervalo 1900-1970 partiendo de los registros documentales que se conservan en los Archivos de Gestión de los AAEE del Ministerio de Cultura (el Archivo Histórico Nacional, el Archivo de la Corona de Aragón, el Archivo General de Simancas, el Archivo General de Indias, el Archivo de la Real Chancillería de Valladolid, el Archivo General de la Administración y el Centro de Información Documental de Archivos).

## Obra
- Autoridade e Conflito no Brasil Colonial. ISBN 9788598325545
- 2006 – Arquivos Permanentes Tratamento Documental. ISBN 8522504741
- Diplomática e tipologia documental em arquivos. ISBN 9788585637378[4]
- Dicionário de Terminologia Arquivística.[4]
- Arquivo: estudos e reflexões. ISBN 8542300521

## Publicaciones (selección)
- Arquivística: objetos, princípios e rumos. São Paulo: Associação de Arquivistas de São Paulo, 2002.
- Como fazer análise diplomática e análise tipológica de documento de arquivo. São Paulo: Arquivo do Estado, 2002.
- Arquivos permanentes: tratamento documental. 3ª ed. – Rio de Janeiro: Editora Fundação Getúlio Vargas, 2005.
- Arquivo: estudos e reflexões. Belo Horizonte: Ed. UFMG, 2014.